# Beirafu
Beirafu is een bestuurslaag in het regentschap Belu van de provincie Oost-Nusa Tenggara, Indonesië. Beirafu telt 5614 inwoners (volkstelling 2010).